# Róza Gyertyás
Róza Gyertyás (ur. 14 grudnia 2001) – węgierska judoczka. 
Brązowa medalistka mistrzostw świata w 2025; uczestniczka zawodów w 2024. Startowała w Pucharze Świata w 2022 i 2023. Piąta na mistrzostwach Europy w 2025. Druga na Uniwersjadzie w 2025 i trzecia w 2021. Druga na mistrzostwach kraju w 2017 i 2022; trzecia w 2016 i 2019 roku.